# België op het Eurovisiesongfestival 2009
België nam deel aan het Eurovisiesongfestival 2009 in Moskou, Rusland. Het was de 51ste deelname van het land op het Eurovisiesongfestival. Patrick Ouchène werd intern gekozen om het land te vertegenwoordigen. In Moskou trad hij op onder zijn pseudoniem Copycat. De RTBF was verantwoordelijk voor de Belgische bijdrage voor de editie van 2009.

## Selectieprocedure
Meteen na het Eurovisiesongfestival 2008 kondigde de RTBF aan te zullen deelnemen aan de volgende editie van het festival. De omroep nodigde platenmaatschappijen uit om artiesten voor te stellen voor deelname. Op 29 januari 2009 gaf de Belgische openbare omroep aan haar kandidaat reeds in de herfst van 2008 te hebben gekozen. Op 10 maart 2010 werd de artiest bekendgemaakt.

## In Moskou
België moest aantreden in de eerste halve finale als 3de, net na Tsjechië en voor Wit-Rusland. Bij het openen van de enveloppen was al snel duidelijk dat men opnieuw in de finale zou optreden. Men eindigde op een 17de plaats met slechts 1 punt, enkel Tsjechië deed nog slechter.
Nederland zat in de andere halve finale.

### Gekregen punten

#### Halve finale 1
| 12 punten | 10 punten | 8 punten | 7 punten | 6 punten  |
| --------- | --------- | -------- | -------- | --------- |
|           |           |          |          |           |
| 5 punten  | 4 punten  | 3 punten | 2 punten | 1 punt    |
|           |           |          |          | - Armenië |

### Punten gegeven door België

#### Halve finale 1
Punten gegeven in de halve finale:
| 12 punten | Turkije               |
| 10 punten | Armenië               |
| 8 punten  | Malta                 |
| 7 punten  | IJsland               |
| 6 punten  | Portugal              |
| 5 punten  | Bosnië en Herzegovina |
| 4 punten  | Zweden                |
| 3 punten  | Israël                |
| 2 punten  | Roemenië              |
| 1 punt    | Finland               |

#### Finale
Punten gegeven in de finale:
| 12 punten | Turkije      |
| 10 punten | Noorwegen    |
| 8 punten  | Israël       |
| 7 punten  | Armenië      |
| 6 punten  | Portugal     |
| 5 punten  | Griekenland  |
| 4 punten  | Moldavië     |
| 3 punten  | Azerbeidzjan |
| 2 punten  | Duitsland    |
| 1 punt    | Frankrijk    |

| 12 punten | Israël       |
| 10 punten | Portugal     |
| 8 punten  | Moldavië     |
| 7 punten  | Noorwegen    |
| 6 punten  | Duitsland    |
| 5 punten  | Turkije      |
| 4 punten  | Litouwen     |
| 3 punten  | Rusland      |
| 2 punten  | Estland      |
| 1 punt    | Azerbeidzjan |

| 12 punten | Turkije             |
| 10 punten | Armenië             |
| 8 punten  | Griekenland         |
| 7 punten  | Noorwegen           |
| 6 punten  | Azerbeidzjan        |
| 5 punten  | Frankrijk           |
| 4 punten  | Malta               |
| 3 punten  | Verenigd Koninkrijk |
| 2 punten  | IJsland             |
| 1 punt    | Albanië             |